# Arthez-d’Asson
Arthez-d’Asson (okzitanisch Artés d'Asson) ist eine französische Gemeinde 458 Einwohnern (Stand 1. Januar 2022) im Département Pyrénées-Atlantiques in der Region Nouvelle-Aquitaine. Sie gehört zum Arrondissement Pau und Teil des Kantons Ouzom, Gave et Rives du Neez.

## Geographie
Die Gemeinde liegt südlich von Nay im Tal des Ouzom, einem Nebenfluss des Gave de Pau. Nachbargemeinden von Nay sind Asson, von dem es zum größten Teil umschlossen ist, und Bruges-Capbis-Mifaget. Die Ortschaft gilt als Beginn der Nordrampe auf den Col du Soulor, die oft von der Tour de France befahren wird.

## Bevölkerungsentwicklung
| Jahr      | 1793 | 1841 | 1901 | 1926 | 1936 | 1954 | 1962 | 1968 | 1975 | 1982 | 1990 | 1999 | 2011 |
| Einwohner | 1102 | 1380 | 1116 | 874  | 785  | 621  | 581  | 538  | 510  | 478  | 410  | 566  | 507  |

## Persönlichkeiten
- Henri Bremond (1865–1933), Literaturkritiker, Theologe und Schriftsteller